# Protanystis chalybastra
Protanystis chalybastra är en fjärilsart som beskrevs av Edward Meyrick 1921. Protanystis chalybastra ingår i släktet Protanystis och familjen signalmalar. Inga underarter finns listade i Catalogue of Life.